# Severská kombinace na Zimních olympijských hrách 2014
Závody v severské kombinaci na Zimních olympijských hrách 2014 probíhaly od 12. do 20. února 2014 ve skokanském středisku Russkije Gorki nedaleko Krasné Poljany.

## Přehled
Na Zimních olympijských hrách 2014 v Soči byly na programu celkem tři finálové soutěže. Muži absolvovali individuální závod sestávající ze skoků z normálního můstku a běhu na 10 km, individuální závod složený ze skoků z velkého můstku a 10km běhu a týmový závod sestávající ze skoků z velkého můstku a běhu na 5 km. Výsledky z olympijských her se započítávaly do celkového hodnocení Světového poháru v severské kombinaci 2013/2014.

## Program
Program podle oficiálních stránek.
| Den    | Datum          | Zahájení (UTC+4) | Zahájení (SEČ) | Závod                                            |
| ------ | -------------- | ---------------- | -------------- | ------------------------------------------------ |
| den 6  | 12. února 2014 | 13:30            | 10:30          | individuální závod ve skocích z středního můstku |
| den 6  | 12. února 2014 | 16:30            | 13:30          | individuální závod, běh 10 km                    |
| den 12 | 18. února 2014 | 13:30            | 10:30          | individuální závod ve skocích z velkého můstku   |
| den 12 | 18. února 2014 | 16:00            | 13:00          | individuální závod, běh 10 km                    |
| den 14 | 20. února 2014 | 12:00            | 9:00           | týmový závod ve skocích z velkého můstku         |
| den 14 | 20. února 2014 | 15:00            | 12:00          | týmový závod, štafeta 4 × 5 km                   |

## Medailové pořadí zemí
| Pořadí | Země           | Zlato | Stříbro | Bronz | Celkově |
| ------ | -------------- | ----- | ------- | ----- | ------- |
| 1.     | Norsko (NOR)   | 2     | 1       | 1     | 4       |
| 2.     | Německo (GER)  | 1     | 1       | 1     | 3       |
| 3.     | Japonsko (JPN) | 0     | 1       | 0     | 1       |
| 4.     | Rakousko (AUT) | 0     | 0       | 1     | 1       |
| Celkem | Celkem         | 3     | 3       | 3     | 9       |

## Medailisté

### Muži
| Disciplína                                | Zlato                                                                  | Výkon    | Stříbro                                                                     | Výkon    | Bronz                                                                         | Výkon    |
| ----------------------------------------- | ---------------------------------------------------------------------- | -------- | --------------------------------------------------------------------------- | -------- | ----------------------------------------------------------------------------- | -------- |
| Individuální závod, normální můstek/10 km | Eric Frenzel · Německo (GER)                                           | 23:50.20 | Akito Watabe · Japonsko (JPN)                                               | 23:54.40 | Magnus Krog · Norsko (NOR)                                                    | 23:58.30 |
| Individuální závod, velký můstek/10 km    | Jørgen Graabak · Norsko (NOR)                                          | 23:27.5  | Magnus Moan · Norsko (NOR)                                                  | 23:28.1  | Fabian Rießle · Německo (GER)                                                 | 23:29.1  |
| Týmový závod, velký můstek/4 × 5 km       | Norsko · Jørgen Graabak · Magnus Krog · Håvard Klemetsen · Magnus Moan | 47:13.5  | Německo · Eric Frenzel · Björn Kircheisen · Fabian Rießle · Johannes Rydzek | 47:13.8  | Rakousko · Christoph Bieler · Bernhard Gruber · Lukas Klapfer · Mario Stecher | 47:16.9  |

## Kvalifikace
Na Zimních olympijských hrách 2014 byla stanovena kvóta 55 startujících závodníků. Každý národní olympijský výbor mohlo reprezentovat nejvýše pět závodníků. Dalším kvalifikačním kritériem byl zisk bodů ve světovém nebo kontinentálním poháru v severské kombinaci v období od července 2012 do 19. ledna 2014.